# Archaeoroncus dalmatinus
Espèce
Synonymes
- Roncus lubricus dalmatinus Hadži, 1933
- Roncus dalmatinus Hadži, 1933

Archaeoroncus dalmatinus est une espèce de pseudoscorpions de la famille des Neobisiidae.

## Distribution
Cette espèce est endémique de Croatie. Elle se rencontre vers le Marjan.

## Description
Les mâles mesurent de 2,86 à 2,91 mm.

## Systématique et taxinomie
Cette espèce a été décrite sous le protonyme Roncus lubricus dalmatinus par Hadži en 1933. Elle est élevée au rang d'espèce par Ćurčić, Dimitrijević et Karamata en 1992. Elle est placée dans le genre Archaeoroncus par Ćurčić, Dimitrijević, Rađa, Makarov et Ilić en 2012.

## Étymologie
Son nom d'espèce lui a été donné en référence au lieu de sa découverte, la Dalmatie.

## Publication originale
- Hadži, 1933 : Prinos poznavanju pseudoskorpijske faune Primorja. Prirodoslovna Istraživanja Kraljevine Jugoslavije, vol. 18, p. 125-192.